# Блек Уориър (река)
Блек Уориър е река в щата Алабама, Съединените американски щати. Името ѝ е английски превод на името на индианския вожд Тъскалуса, образувано от две думи в езика чокто, ташка (войн) и луса (черен). Формира се от два потока, Локъст и Мюлбери Форк на около 30 км западно от Бирмингам. Дължината ѝ е 286 км. Влива се в река Томбигби близо до Демополис. Водосборният ѝ басейн е 16 250 км2. Извира на 22 м н.в., а надморската височина при устието ѝ е 7 м н.в.